# Masacre de Dunblane
La masacre de Dunblane fue un asesinato múltiple cometido en la Escuela de Primaria de Dunblane, Dunblane, Escocia, el 13 de marzo de 1996. Dieciséis niños y un adulto fueron asesinados durante el ataque perpetrado por Thomas Watt Hamilton, quien después se suicidó. Es el asesinato múltiple más mortífero en la historia del Reino Unido.

## Listado de fallecidos
Dos de los supervivientes a esta masacre fueron los hermanos tenistas Jamie Murray y Andy Murray.
| - Victoria Elizabeth Clydesdale, 5 - Emma Elizabeth Crozier, 5 - Melissa Helen Currie, 5 - Charlotte Louise Dunn, 5 - Kevin Allan Hassell, 5 - Ross William Irvine, 5 - David Charles Kerr, 5 - Mhairi Isabel MacBeath, 5 - Brett McKinnon, 6 | - Abigail Joanne McLellan, 5 - Gwen Hodson Mayor (profesora), 45 - Emily Morten, 5 - Sophie Jane Lockwood North, 5 - John Petrie, 5 - Joanna Caroline Ross, 5 - Hannah Louise Scott, 5 - Megan Turner, 5 |